# Rooh Afza
Rooh Afza (Urdu: روح افزاء; Hindi: रूह अफ़ज़ा; Bengali: রূহ আফজা) è una bevanda analcolica a base di concentrato di frutta, erbe ed estratti vegetali molto popolare in India, Pakistan e Bangladesh.

## Storia

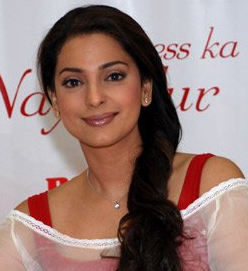
L'attrice Juhi Chawla al lancio promozionale nel 2009 di Rooh Afza

Hakeem Hafiz Abdul Majeed aprì a Delhi un'erboristeria specializzata nella medicina tradizionale Unani; il nome del negozio era Hamdard Dawakhana, in cui la parola Hamdard significava "compagno nel dolore". In poco tempo il negozio guadagnò la reputazione di essere uno fra i migliori fornitori di erbe aromatiche. A causa del duro lavoro, Majeed si ammalò e morì e l'azienda passò in gestione alla moglie Rabia Begum e al figlio maggiore Hakeem Abdul Hameed, il quale ebbe il merito di espandere l'attività. In seguito entrò nell'amministrazione anche il figlio minore Hakim Mohammed Said.
Nel 1906 la bevanda fu inventata a Ghaziabad, all'epoca parte dell'India Britannica, e lanciò uno stabilimento di Rooh Afza a Lal Kuan nella vecchia Delhi. In seguito alla partizione dell'India nel 1947, il figlio maggiore del fondatore rimase in India, mentre il figlio minore emigrò in Pakistan, dove impiantò l'azienda Hamdard con due stabilimenti a Karachi.
Il marchio Rooh Afza può essere tradotto come "aggiornamento dell'anima", ma il significato esatto non è noto. Si dice che questo nome sia stato coniato dall'inventore della bevanda, con possibili influenze culturali.
La bevanda è tuttora prodotta dalle società Hamdard Laboratories (WAQF) Pakistan e Hamdard (WAKF) Laboratories in India, che dal 1948 commercializzano il prodotto in India, Pakistan e Bangladesh. Anche altre aziende producono una bevanda simile, non essendoci un brevetto della ricetta in questi paesi.
Nel 2010, l'azienda Hamdard ha incaricato la chef Nita Mehta di creare nuove ricette per cocktail e dessert preparati con la Rooh Afza per tutta la stagione estiva ed è stata lanciata una nuova campagna di marketing.
In Italia è facilmente reperibile nei negozi etnici.

## Ingredienti
La specifica ricetta di Rooh Afza si basa sulla medicina Unani, che combina diversi ingredienti ritenuti come rinfrescanti, come ad esempio la rosa, tradizionalmente usata come rimedio contro il Loo, caldi venti estivi dell'India settentrionale, del Pakistan e del Bangladesh.
La sua formulazione originale include:
- Erbe: portulaca ("semi di Khurfa", Portulaca oleracea), cicoria, uva da vino (Vitis vinifera), giglio bianco europeo (Nymphaea alba), ninfea stella blu (Nymphaea nouchali), loto (Nelumbo), borragine e coriandolo
- Frutta: arancia, cedro, ananas, mela, frutti di bosco, fragola, lampone, nocciola, mora, ciliegia, uva nera, ribes nero e anguria
- Verdure: spinaci, carote, menta e mướp hương (Luffa aegyptiaca)
- Fiori: rosa, kewra (Pandanus fascicularis), fiori d'arancio e limone
- Radici: vetiver (Chrysopogon zizanioides)

## Consumo

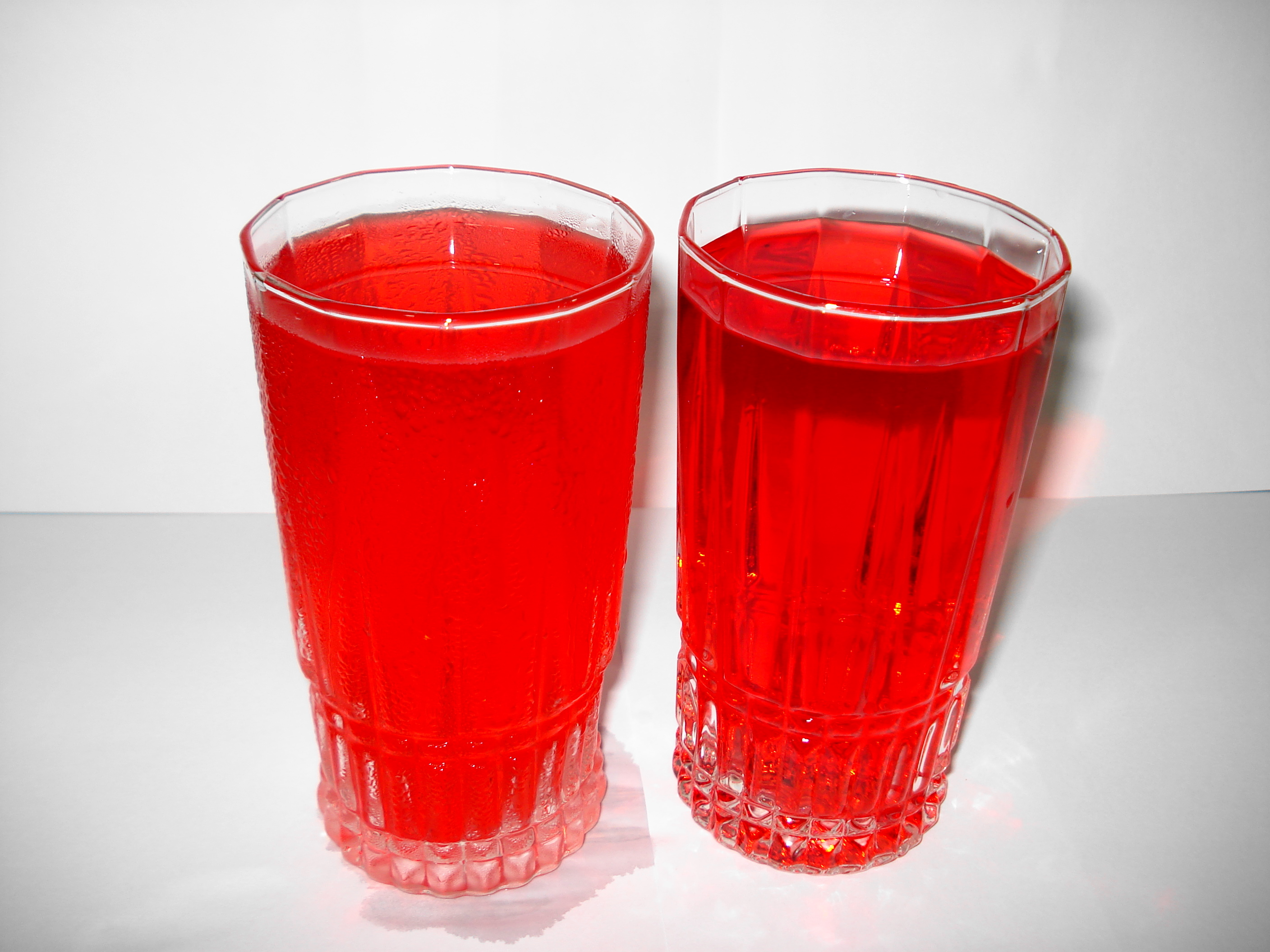
Una bevanda sharbat fatta dallo sciroppo di Rooh Afza

La bevanda è comunemente associata al mese del Ramadan, in cui di solito si consuma durante l'iftar. Viene venduto commercialmente come sciroppo per aromatizzare sharbat, frappé, gelati e dessert freddi, come la famosa falooda.

### Preparazione tradizionale

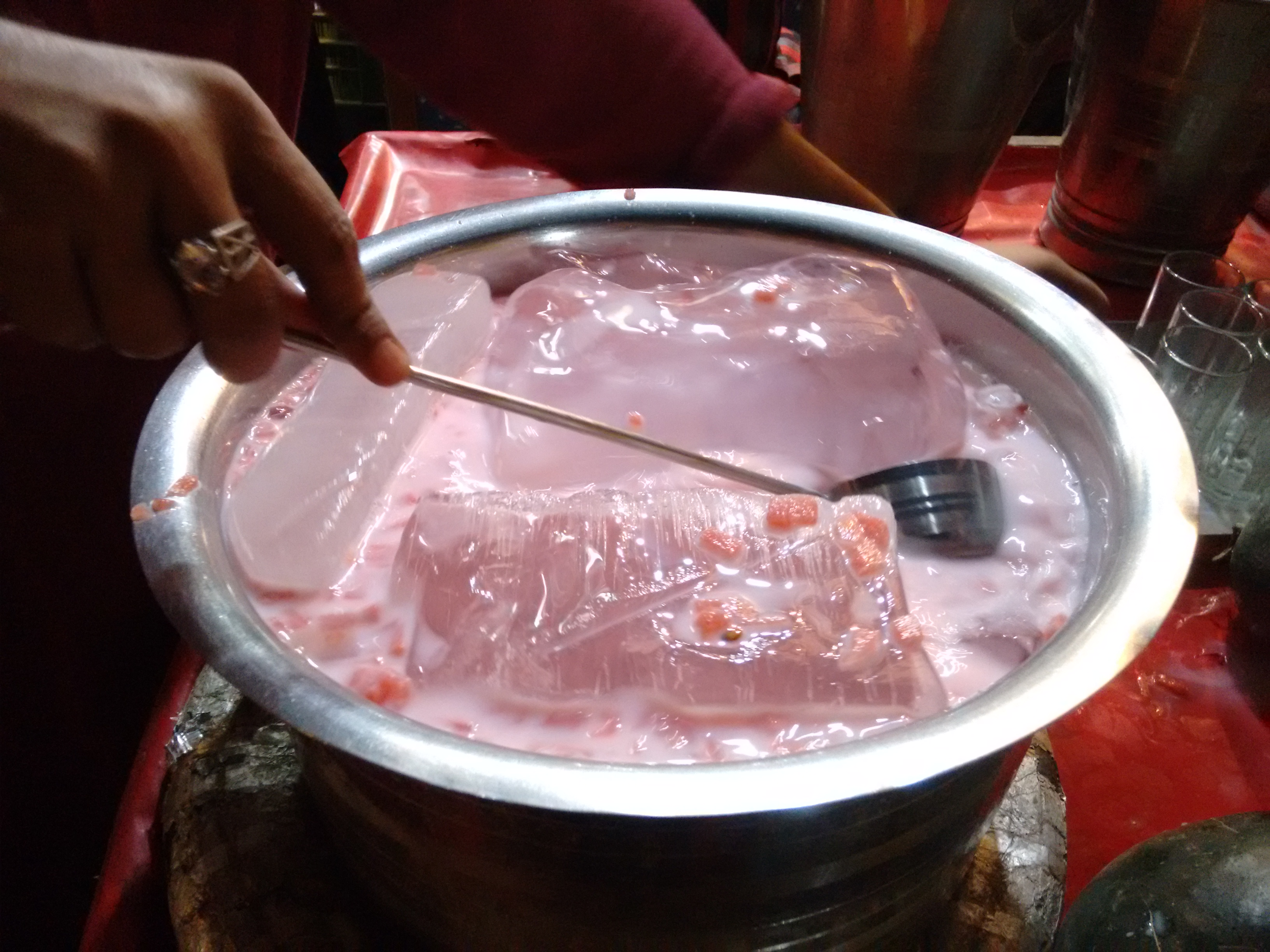
Frappé con Rooh Afza e pezzi di cocomero

- 1 bicchiere di acqua fredda
- 2 cucchiai di Rooh Afza
- 2 cubetti di ghiaccio
- 1 cucchiaio di zucchero
- 1 tazza di club soda

### Variante
Lo sciroppo di Rooh Afza è generalmente servito mescolato con latte freddo e ghiaccio; l'equivalente occidentale più vicino è il frappé alla fragola.
Rooh Afza è spesso preparato durante il mese sacro del Ramadan come parte dell'iftar (il pasto serale per rompere il digiuno o roza),.
Il concentrato può anche essere miscelato con acqua, che è una preparazione comune nella calda estate indiana. Se miscelato con acqua, la bevanda finale è un tipo di sharbat. Lo sciroppo di Rooh Afza viene spesso mescolato con gelato Kulfi e noodles per realizzare la versione indiana del famoso dolce iraniano Falooda.